# Elis Bakaj
Elis Bakaj (* 25. Juni 1987 in Tirana) ist ein ehemaliger albanischer Fußballspieler.

## Karriere

### Verein
Die Karriere von Bakaj begann bei seinem Heimatverein FK Partizani Tirana, wo er zu Beginn des Jahres 2004 in den Kader der ersten Mannschaft aufrückte und im Alter von 16 Jahren zu seinem ersten Einsatz in der höchsten albanischen Spielklasse, der Kategoria Superiore, kam. Schon im ersten Jahr errang er den Pokalsieg 2004 und damit seinen ersten Titel. In der Saison 2004/05 erkämpfte er sich einen Stammplatz. Partizani spielte nicht konstant genug, um in den Kampf um die Meisterschaft eingreifen zu können. Die Spielzeit 2007/08 beendete der Klub als Vizemeister.
In der Winterpause 2008/09 verließ Bakaj den Klub und wechselte zum amtierenden Meister und Stadtrivalen KS Dinamo Tirana. In der Saison 2009/10 konnte er seine erste Meisterschaft gewinnen und wurde 2010 zum Fußballer des Jahres in Albanien gewählt. Im Februar 2011 verließ er den Klub und wechselte nach Rumänien zu Dinamo Bukarest. In der Rückrunde 2011 wurde er zur Stammkraft und qualifizierte sich mit dem Klub für die Europa League. Nachdem er in der Hinrunde 2011/12 nicht mehr regelmäßig zum Einsatz gekommen war, wechselte er im Februar 2012 auf Leihbasis zu Tschornomorez Odessa in die ukrainische Premjer-Liha. Dort schaffte er mit dem Aufsteiger den Klassenerhalt. Noch im selben Jahr unterschrieb er in Odessa einen Dreijahresvertrag bis 2015.
Im Frühjahr 2014 löste er aufgrund der politischen Unruhen in der Ukraine seinen Vertrag auf und kehrte nach Albanien zurück, wo er für einige Monate dem Kader des FK Kukësi angehörte, für den er aber kein Spiel bestritten hatte. Im Sommer wechselte er für die Saison 2014/15 zum KF Tirana. Somit hat er für alle drei großen Vereine der albanischen Hauptstadt gespielt. Im Sommer 2015 wechselte er zu Hapoel Ra’anana nach Israel, kehrte aber schon nach einem Spiel nach Tirana zurück. Im Sommer 2016 schloss er sich dem kroatischen Erstligisten RNK Split an, löste seinen Vertrag aber im November 2016 wieder auf.
Ende Januar 2017 wechselte er zu KS Vllaznia Shkodra. Im August 2017 kehrte er zum FK Kukësi zurück, wo er in der ersten Hälfte der Saison 2017/18 zwölf Tore in 20 Spielen erzielen konnte. Im März 2018 wechselte er zum Erstligisten FK Schachzjor Salihorsk nach Belarus. Dort gewann er 2019 den nationalen Pokal. Im Januar 2020 unterschrieb er dann einen Vertrag beim Ligarivalen und amtierenden Meister FK Dinamo Brest und gewann dort in seinem ersten Pflichtspiel sofort den belarussischen Superpokal. Ein Jahr später schloss er sich dann FK Ruch Brest an und spielte dort eine Saison. Ab Anfang 2022 war Bakaj dann ohne Verein und im folgenden November beendete er seine Spielerkarriere.

### Nationalmannschaft
Am 21. November 2007 debütierte er für die albanischen Nationalmannschaft im EM-Qualifikationsspiel gegen Rumänien, als er in der 83. Minute für Erjon Bogdani eingewechselt wurde. Bis 2013 absolvierte er insgesamt 27 Partien, in denen er ein Tor erzielen konnte.

## Erfolge
- Albanischer Meister: 2010
- Albanischer Pokalsieger: 2004
- Rumänischer Pokalsieger: 2012
- Belarussischer Pokalsieger: 2019
- Belarussischer Superpokalsieger: 2020